# Niedergräfenhain
Niedergräfenhain ist ein Ortsteil der Stadt Geithain im Landkreis Leipzig (Freistaat Sachsen). Er wurde am 1. Januar 1994 eingemeindet.

## Geografie

### Geografische Lage
Niedergräfenhain liegt im Kohrener Land zwischen Frohburg im Westen und Geithain im Osten. Durch den Ort fließt die Eula.

### Nachbarorte
| Frauendorf, Hermsdorf | Frankenhain                                 |          |
| Roda                  | Kompassrose, die auf Nachbargemeinden zeigt | Geithain |
|                       | Syhra, Theusdorf                            | Altdorf  |

## Geschichte
Das Reihendorf Niedergräfenhain wurde erstmals im Jahr 1274 unter Nennung eines Johannes plebanus in Grevenhain urkundlich erwähnt. Somit existierte zu dieser Zeit schon eine Kirche im Ort. Vermutlich entstand der Ort im Zuge der Germanisierungspolitik im Osterland, die Wiprecht von Groitzsch um 1104 betrieben hatte. Die Gründung des Orts erfolgte vermutlich am oder im Wald des Grafen Dedo von Rochlitz-Groitzsch. Niedergräfenhain gehörte um 1378 zum „castrum Rochlitz“. Um 1551 unterstand der Ort der Grundherrschaft des Ritterguts Gnandstein, um 1696 dem Rittergut Syhra. Das zum Rittergut Syhra gehörige Vorwerk im Ort entstand 1571 durch Abraham von Einsiedel aus Syhra durch den Kauf ehemaliger Bauerngüter. Es blieb bis 1945 im Besitz dieser Familie. Niedergräfenhain lag bis 1856  im kursächsischen bzw. königlich-sächsischen Amt Borna. Ab 1856 gehörte der Ort zum Gerichtsamt Geithain und ab 1875 zur Amtshauptmannschaft Borna.
Bei der zweiten Kreisreform der DDR im Jahr 1952 wurde Niedergräfenhain dem Kreis Geithain im Bezirk Leipzig zugeordnet, der 1990 als sächsischer Landkreis Geithain fortgeführt wurde und 1994 im neu gebildeten Landkreis Leipziger Land bzw. 2008 im Landkreis Leipzig aufging. Die Eingemeindung von Niedergräfenhain nach Geithain erfolgte am 1. Januar 1994.

## Sehenswürdigkeiten

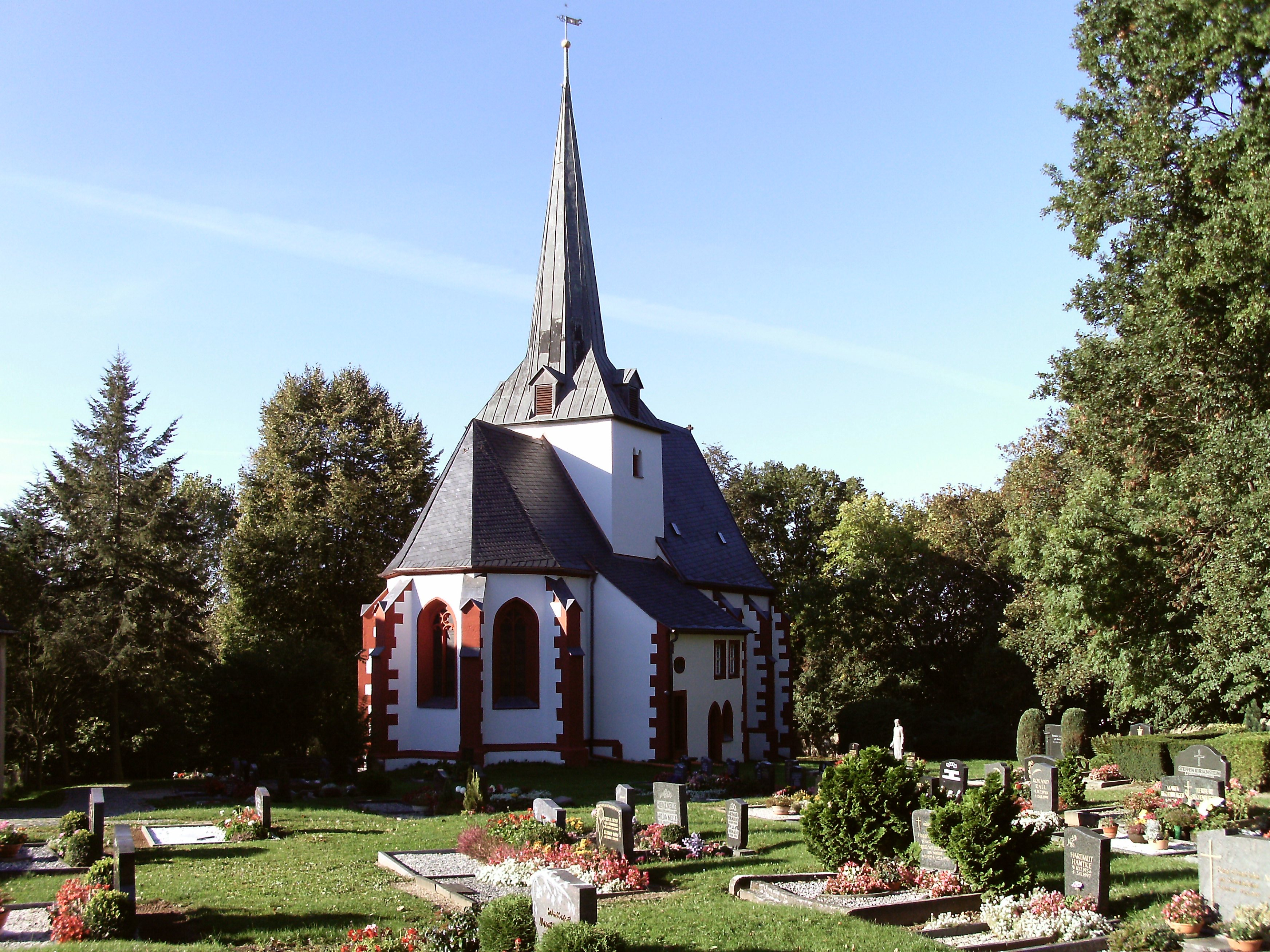
Kirche von Niedergräfenhain
Die Kirche von Niedergräfenhain wurde vermutlich in der zweiten Hälfte des 13. Jahrhunderts auf einem Porphyrfelsen errichtet. Markant ist der querrechteckige Chorturm mit den gekuppelten spitzbogigen Schallöffnungen des Gebäudes.

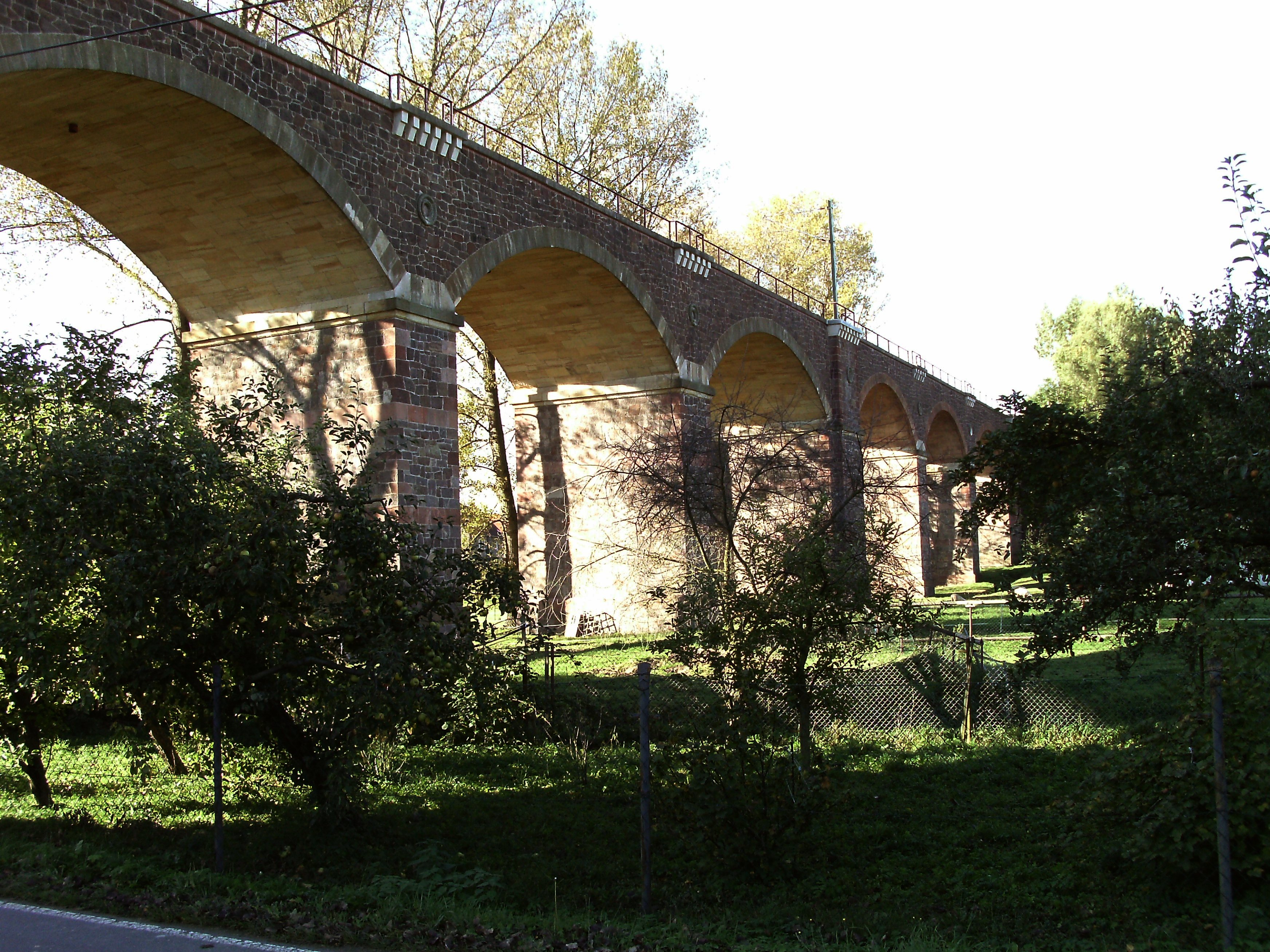
Niedergräfenhainer Viadukt
Mit dem Bau der Bahnstrecke Neukieritzsch–Chemnitz entstand zwischen 1868 und 1872 der 236 Meter lange Niedergräfenhainer Eisenbahnviadukt über die Eula. Das sehenswerte Bauwerk verfügt über 12 mächtige Pfeiler.

## Verkehr
Durch Niedergräfenhain verläuft die Bundesstraße 7, südlich des Orts die Bundesautobahn 72. Beide Straßen kreuzen sich im Südwesten von Niedergräfenhain in der Anschlussstelle „Geithain“. Im Norden des Orts überquert die Bahnstrecke Neukieritzsch-Chemnitz auf dem Niedergräfenhainer Viadukt die Eula.